# Aylostera pygmaea
Aylostera pygmaea es una especie de planta suculenta perteneciente al género Aylostera, dentro de la familia Cactaceae. Se distribuye desde Bolivia hasta el noroeste de Argentina y anteriormente se le conocía como Rebutia pygmaea.

## Descripción

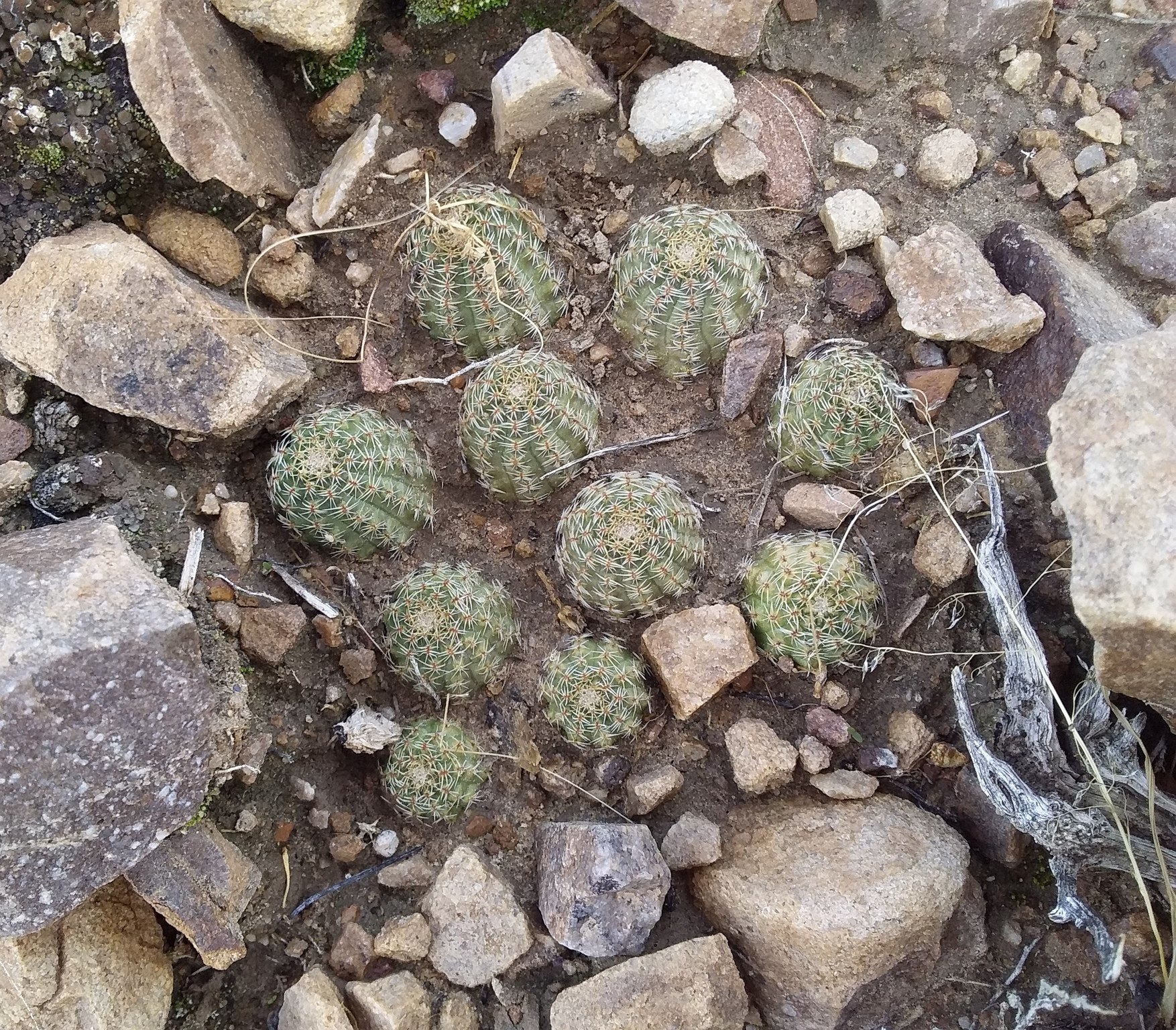
Grupo de plantas en su hábitat

Aylostera pygmaea es una especie de cactus pequeño que crece normalmente de forma solitaria, aunque también puede crecer en grupos. Sus tallos van de esféricos a esféricos deprimidos o cilíndricos alargados. Alcanzan alturas de hasta 6 cm, con diámetros de 0,5 a 4 centímetros y tienen una raíz engrosada de tipo remolacha. 
Presentan de 9 a 15 costillas que apenas se dividen en tubérculos. Las areolas son circulares y tienen de 2 a 11 espinas marginales de color blanco a marrón. Se irradian lateralmente, se apoyan contra la superficie del cuerpo o sobresalen ligeramente y miden de 2 a 6 mm de largo.
Las flores de esta especie y sus variedades varían mucho y van desde blancas a rosadas, rojas, salmón y anaranjadas. Miden entre 1,6 y 2,7 cm de largo y los frutos son esféricos, de color verdoso y tienen un diámetro de hasta 6 mm.

## Distribución y hábitat
El área de distribución nativa de esta especie va desde Bolivia al noroeste de Argentina y crece principalmente en el bioma tropical montañoso.

## Taxonomía
La primera descripción de esta especie fue como Echinopsis pygmaea, publicada en 1905 por el botánico sueco Robert Elias Fries en la revista científica Nova Acta Regiae Societatis Scientiarum Upsaliensis ser. 4, 1(1): 120.
Más tarde, los botánicos Stefano Mosti y Alessio Papini trasladaron la especie al género Aylostera, por lo que pasó a llamarse Aylostera pygmaea. Registraron estos cambios en la revista Pakistan Journal of Botany 43: 2783, publicada en 2011.

Etimología
- Aylostera: nombre genérico formado a partir de las palabras griegas aulos, transliterado irregularmente como aylos, (que significa 'tubo') y stereos (que significa 'sólido'), en alusión al tubo floral sólido que poseen.[4]
- pygmaea: epíteto específico que proviene del latín y significa 'enana', haciendo referencia al pequeño tamaño de las plantas.[5]

Sinonimia
- Acantholobivia haagei (Frič & Schelle) Y.Itô, 1957
- Aylostera amblypetala (F.Ritter) Mosti & Papini, 2011
- Aylostera brunescens (Rausch) Mosti & Papini, 2011
- Aylostera canacruzensis (Rausch) Mosti & Papini, 2011
- Aylostera colorea (F.Ritter) Mosti & Papini, 2011
- Aylostera crassa (Rausch) Mosti & Papini, 2011
- Aylostera diersiana (Rausch) Mosti & Papini, 2011
- Aylostera diersiana subsp. atrovirens (Rausch) Mosti & Papini, 2011
- Aylostera eos (Rausch) Mosti & Papini, 2011
- Aylostera Friedrichiana (Rausch) Mosti & Papini, 2011
- Aylostera gavazzii (Mosti) Mosti & Papini, 2011
- Aylostera haagei (Frič & Schelle) Mosti & Papini, 2011
- Aylostera haagei subsp. eleganteula (Rausch) Mosti & Papini, 2011
- Aylostera haagei subsp. mudanensis (Rausch) Mosti & Papini, 2011
- Aylostera iridescens (F.Ritter) Mosti & Papini, 2011
- Aylostera iscayachensis (Rausch) Mosti & Papini, 2011
- Aylostera knizei (Rausch) Mosti & Papini, 2011
- Aylostera minor (Rausch) Mosti & Papini, 2011
- Aylostera mixticolor (F.Ritter) Mosti & Papini, 2011
- Aylostera nazarenoensis (Rausch) Mosti & Papini, 2011
- Aylostera odehnalii (Halda, Šeda & Šorma) Mosti & Papini, 2011
- Aylostera orurensis (Backeb.) Mosti & Papini, 2011
- Aylostera pallida (Rausch) Mosti & Papini, 2011
- Aylostera pauciareolata (F.Ritter) Mosti & Papini, 2011
- Aylostera pelzliana (Rausch) Mosti & Papini, 2011
- Aylostera polypetala (Rausch) Mosti & Papini, 2011
- Aylostera raffaellii (Mosti & Papini) Mosti & Papini, 2011
- Aylostera raulii (Rausch) Mosti & Papini, 2011
- Aylostera rovidana (Mosti & Papini) Mosti & Papini, 2011
- Aylostera tafnaensis (Rausch) Mosti & Papini, 2011
- Aylostera torquata (F.Ritter & Buining) Mosti & Papini, 2011
- Aylostera tropaeolipicta (F.Ritter) Mosti & Papini, 2011
- Aylostera violaceostaminata (Rausch) Mosti & Papini, 2011
- Aylostera violascens (F.Ritter) Mosti & Papini, 2011
- Digitorebutia digitiformis (Backeb.) Buining, 1940
- Digitorebutia haagei (Frič & Schelle) Frič ex Buining, 1940
- Digitorebutia haagei var. digitiformis (Backeb.) Donald, 1957
- Digitorebutia haagei var. orurensis (Backeb.) Donald, 1957
- Digitorebutia haagei var. pectinata (Backeb.) Donald, 1957
- Digitorebutia nazarenoensis Rausch, 1979
- Digitorebutia orurensis (Backeb.) Buining, 1940
- Digitorebutia pectinata (Backeb.) Buining, 1940
- Echinopsis pygmaea REFr., 1905 (basónimo)
- Lobivia atrovirens var. raulii (Rausch) Rausch, publicación 1985-1986, 1987
- Lobivia digitiformis Backeb., 1936
- Lobivia haagei (Frič & Schelle) Wessner, 1938
- Lobivia haagei var. canacruzensis (Rausch) Rausch, publicación 1985-1986, 1987
- Lobivia haagei var. crassa Rausch, 1985-1986 publ. 1987
- Lobivia haagei var. eleganteula Rausch, publicación 1985-1986, 1987
- Lobivia haagei var. eos (Rausch) Rausch, 1985-1986 publ. 1987
- Lobivia haagei var. mudanensis (Rausch) Rausch, publicación 1985-1986, 1987
- Lobivia haagei var. nazarenoensis (Rausch) Rausch, publicación 1985-1986, 1987
- Lobivia haagei var. pallida (Rausch) Rausch, 1985-1986 publ. 1987
- Lobivia haagei var. pelzliana Rausch, publicación 1985-1986, 1987
- Lobivia haagei var. violascens (F.Ritter) Rausch, 1985-1986 publ. 1987
- Lobivia neohaageana Backeb., 1936
- Lobivia neohaageana var. flavovirens Backeb., 1936
- Lobivia nigrispina Backeb., 1936
- Lobivia nigrispina var. rubriflora Backeb., publicación de 1956 en 1957
- Lobivia orurensis Backeb., 1936
- Lobivia pectinata Backeb., 1936
- Lobivia pygmaea (REFr.) Backeb., 1936
- Lobivia pygmaea var. colorea (F.Ritter) Rausch, publicación 1985-1986, 1987
- Lobivia pygmaea var. diersiana (Rausch) Rausch, publicación 1985-1986, 1987
- Lobivia pygmaea var. Friedrichiana (Rausch) Rausch, publicación 1985-1986, 1987
- Lobivia pygmaea var. iscayachensis (Rausch) Rausch, publicación 1985-1986, 1987
- Lobivia pygmaea var. knizei Rausch, publicación 1985-1986, 1987
- Lobivia pygmaea var. menor (Rausch) Rausch, publicación 1985-1986, 1987
- Lobivia pygmaea var. nigrescens Rausch, 1985-1986 publ. 1987
- Lobivia pygmaea var. polypetala Rausch, publicación 1985-1986, 1987
- Lobivia pygmaea var. tafnaensis Rausch, publicación 1985-1986, 1987
- Lobivia pygmaea var. violaceostaminata Rausch, publicación 1985-1986, 1987
- Mediolobivia digitiformis (Backeb.) Krainz, 1947
- Mediolobivia fuauxiana Backeb., publicación de 1956 en 1957
- Mediolobivia haagei (Frič & Schelle) Backeb. ex Krainz, 1947
- Mediolobivia haagei var. digitiformis (Backeb.) Donald, 1954
- Mediolobivia haagei var. flavovirens Backeb., 1951
- Mediolobivia haagei var. orurensis (Backeb.) Donald, 1954
- Mediolobivia haagei var. pectinata (Backeb.) Donald, 1954
- Mediolobivia orurensis (Backeb.) Backeb., 1942
- Mediolobivia pectinata (Backeb.) Krainz, 1947
- Mediolobivia pectinata var. digitiformis (Backeb.) Backeb., 1959
- Mediolobivia pectinata var. neosteinmannii Backeb., publicación de 1956 en 1957
- Mediolobivia pectinata var. orurensis (Backeb.) Backeb., 1959
- Mediolobivia pygmaea (REFr.) Krain, 1947
- Mediolobivia pygmaea var. flavovirens (Backeb.) Backeb., 1959
- Mediolobivia ritteri var. pilifera Backeb., 1959
- Rebulobivia haagei Frič & Schelle ex Backeb. & F.M.Knuth, 1936
- Rebutia albidula Slaba, Šorma & Lad.Fisch., 2011
- Rebutia amblypetala (F.Ritter) Mosti, 1999
- Rebutia brunescens Rausch, 1972
- Rebutia canacruzensis Rausch, 1976
- Rebutia colorea F.Ritter, 1977
- Rebutia crassa (Rausch) Šída, 1997
- Rebutia diersiana Rausch, 1975
- Rebutia diersiana var. atrovirens Rausch, 1975
- Rebutia diersiana subsp. atrovirens (Rausch) Mosti, 1999
- Rebutia diersiana var. menor Rausch, 1979
- Rebutia eleganteula (Rausch) Šída, 1997
- Rebutia eos Rausch, 1972
- Rebutia Friedrichiana Rausch, 1976
- Rebutia fuauxiana (Backeb.) Šída, 1997
- Rebutia gavazzii Mosti, 1999
- Rebutia gavazzii subsp. gertii V. Gapon, 2020
- Rebutia gracilispina F.Ritter, 1977
- Rebutia haagei Frič & Schelle, 1930
- Rebutia haagei var. eleganteula (Rausch) Mosti, 2000
- Rebutia haagei f. flavovirens (Backeb.) Šída, 1997
- Rebutia haagei subsp. mudanensis (Rausch) Mosti, 2000
- Rebutia haagei var. orurensis (Backeb.) Šída, 1990
- Rebutia iridescens F.Ritter, 1977
- Rebutia iscayachensis Rausch, 1977
- Rebutia knizei (Rausch) Šída, 1997
- Rebutia lanosiflora F.Ritter, 1977
- Rebutia minor (Rausch) Mosti, 2000
- Rebutia mixta F.Ritter, 1977
- Rebutia mixticolor F.Ritter, 1977
- Rebutia mudanensis Rausch, 1976
- Rebutia nataliarum V. Gapon, 2021
- Rebutia nazarenoensis (Rausch) B.Fearn & Pearcy, 1981
- Rebutia odehnalii Halda, Šeda y Šorma, 2002
- Rebutia odontopetala F.Ritter, 1977
- Rebutia orurensis (Backeb.) F.Ritter ex Šída, 1997
- Rebutia pallida Rausch, 1977
- Rebutia pauciareolata F.Ritter, 1977
- Rebutia paucicostata F.Ritter, 1977
- Rebutia pelzliana (Rausch) Šída, 1997
- Rebutia poecilantha F.Ritter, 1977
- Rebutia polypetala (Rausch) Šída, 1997
- Rebutia pygmaea (REF.) Britton & Rose, 1922
- Rebutia pygmaea var. colorea (F.Ritter) Lodé, 1992
- Rebutia pygmaea var. diersiana (Rausch) Lodé, 1992
- Rebutia pygmaea f. flavovirens (Backeb.) Buining y Donald, 1963
- Rebutia pygmaea var. Friedrichiana (Rausch) M.Erikss., 1988
- Rebutia pygmaea f. fuauxiana (Backeb.) Buining & Donald, 1963
- Rebutia pygmaea var. iscayachensis (Rausch) Lodé, 1992
- Rebutia pygmaea var. mudanensis (Rausch) Lodé, 1992
- Rebutia pygmaea var. nazarenoensis (Rausch) Lodé, 1992
- Rebutia pygmaea f. neosteinmannii (Backeb.) Buining & Donald, 1965
- Rebutia pygmaea var. pectinata (Backeb.) Šída, 1997
- Rebutia raffaellii Mosti & Papini, 2005
- Rebutia raulii Rausch, 1980
- Rebutia rosalbiflora F.Ritter, 1977
- Rebutia rosalbiflora var. amblypetala F.Ritter, 1977
- Rebutia rovidana Mosti & Papini, 2005
- Rebutia rutiliflora F.Ritter, 1977
- Rebutia salpingantha F.Ritter, 1977
- Rebutia tafnaensis (Rausch) Šída, 1997
- Rebutia torquata F.Ritter & Buining, 1977
- Rebutia tropaeolipicta F.Ritter, 1977
- Rebutia villazonensis F.H.Brandt, 1983
- Rebutia violaceostaminata (Rausch) Šída, 1997
- Rebutia violascens F.Ritter, 1977

## Estado de conservación
En la Lista Roja de Especies Amenazadas de la UICN, la especie está clasificada como de “Preocupación Menor (LC)”.

## Usos
Se cultiva principalmente como planta ornamental y su propagación se realiza normalmente a través de hijuelos o semillas.

## Galería

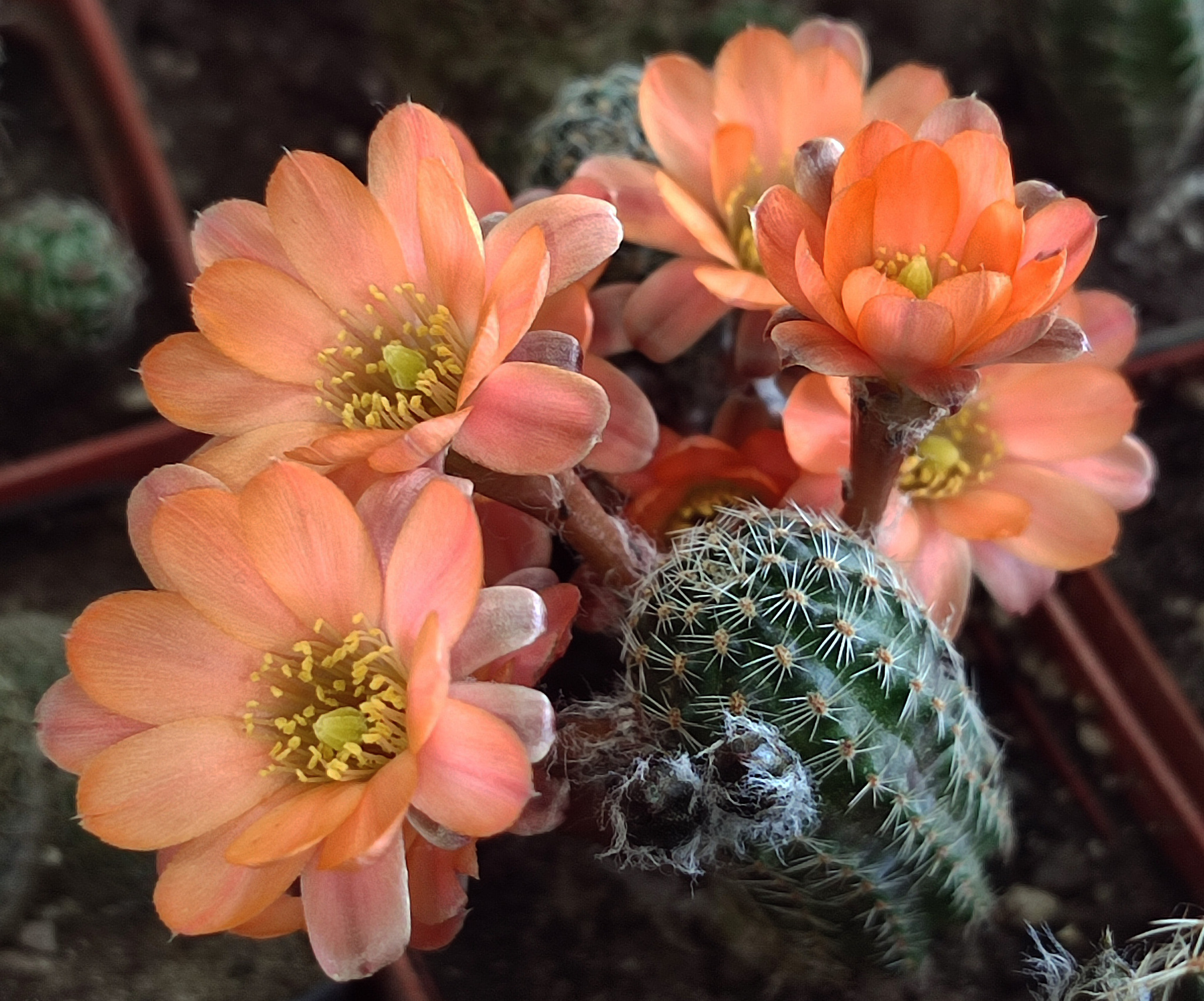
Planta con flores de color salmón
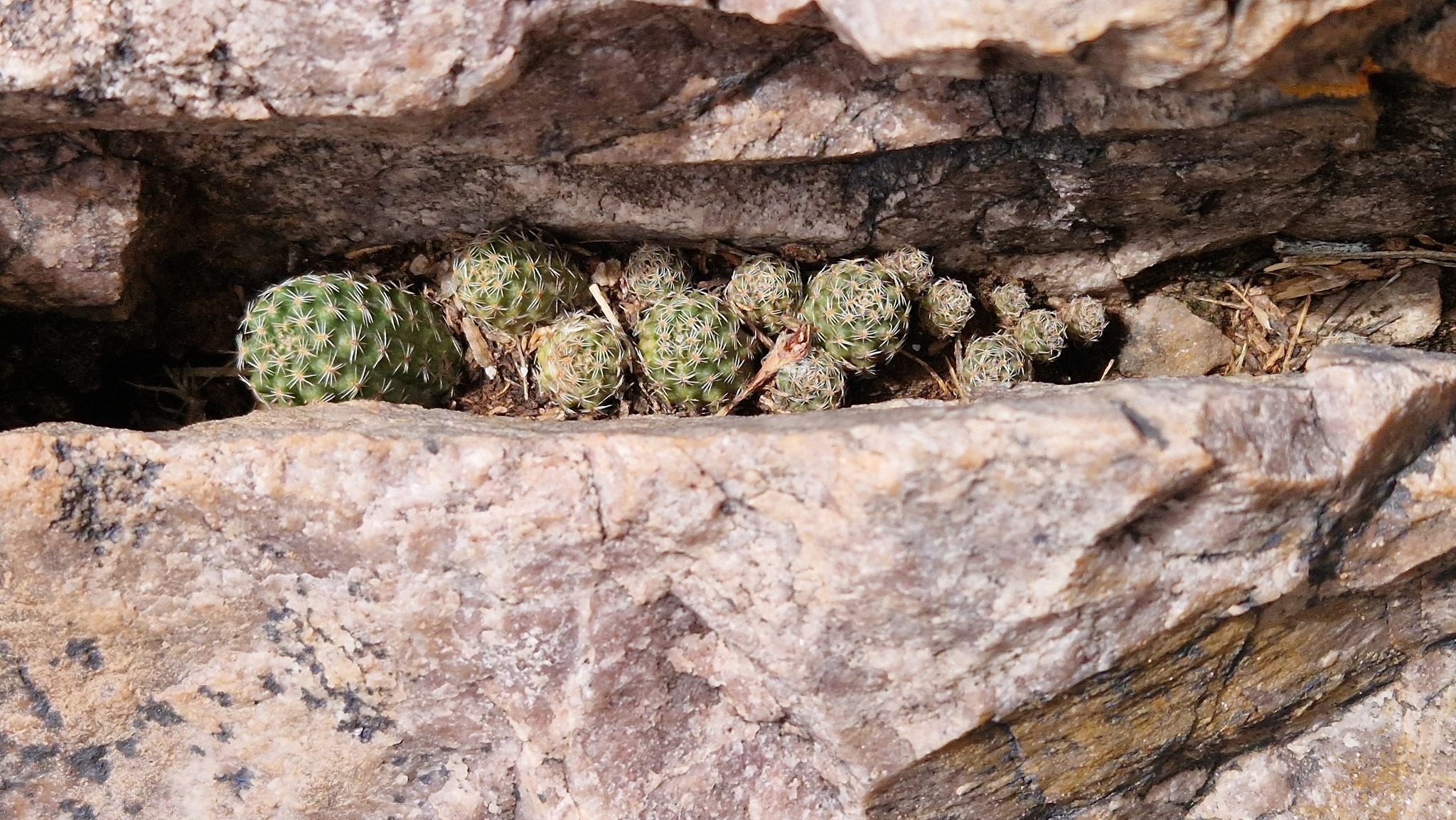
Plantas creciendo entre rocas
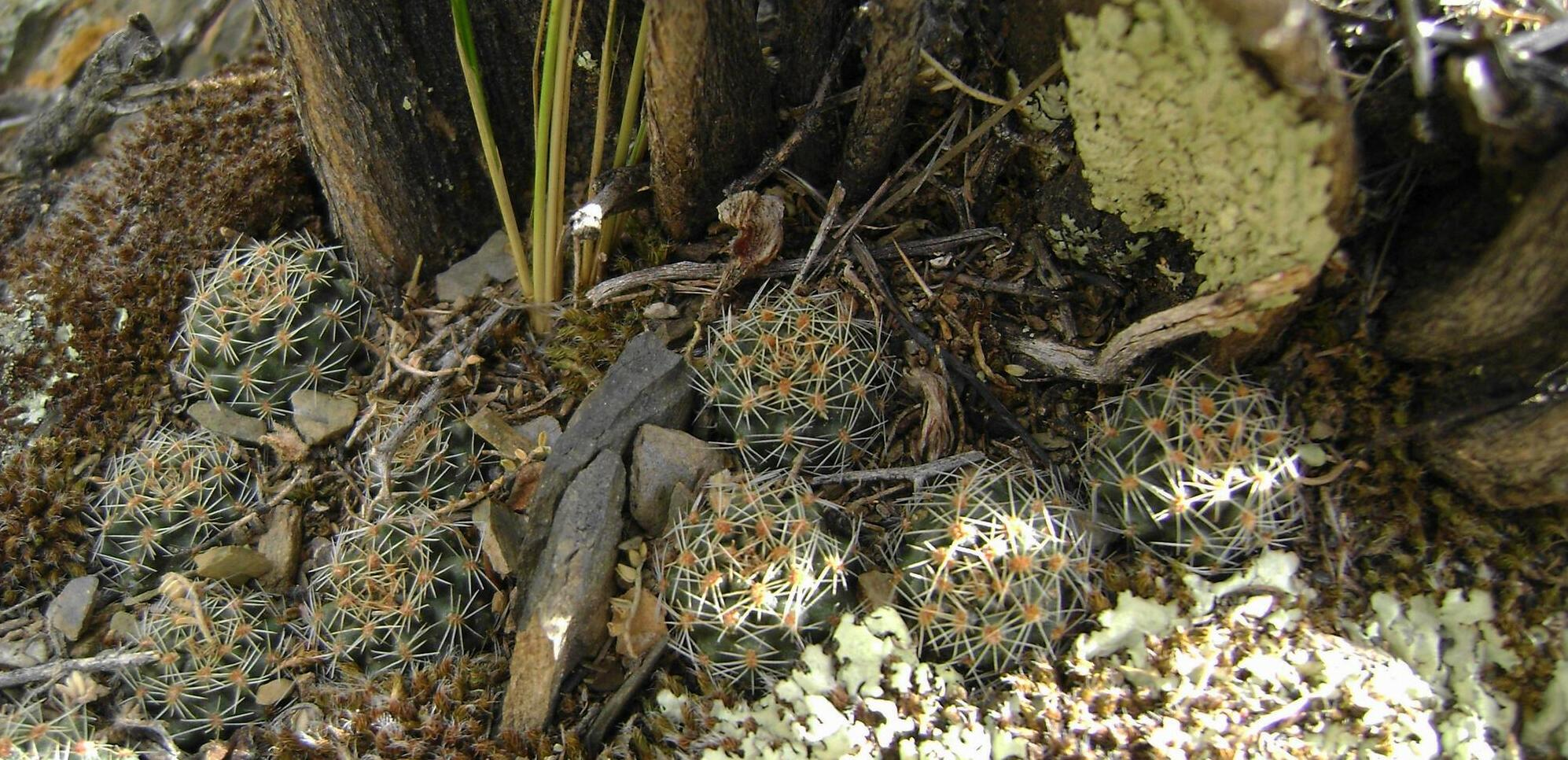
Plantas en su hábitat
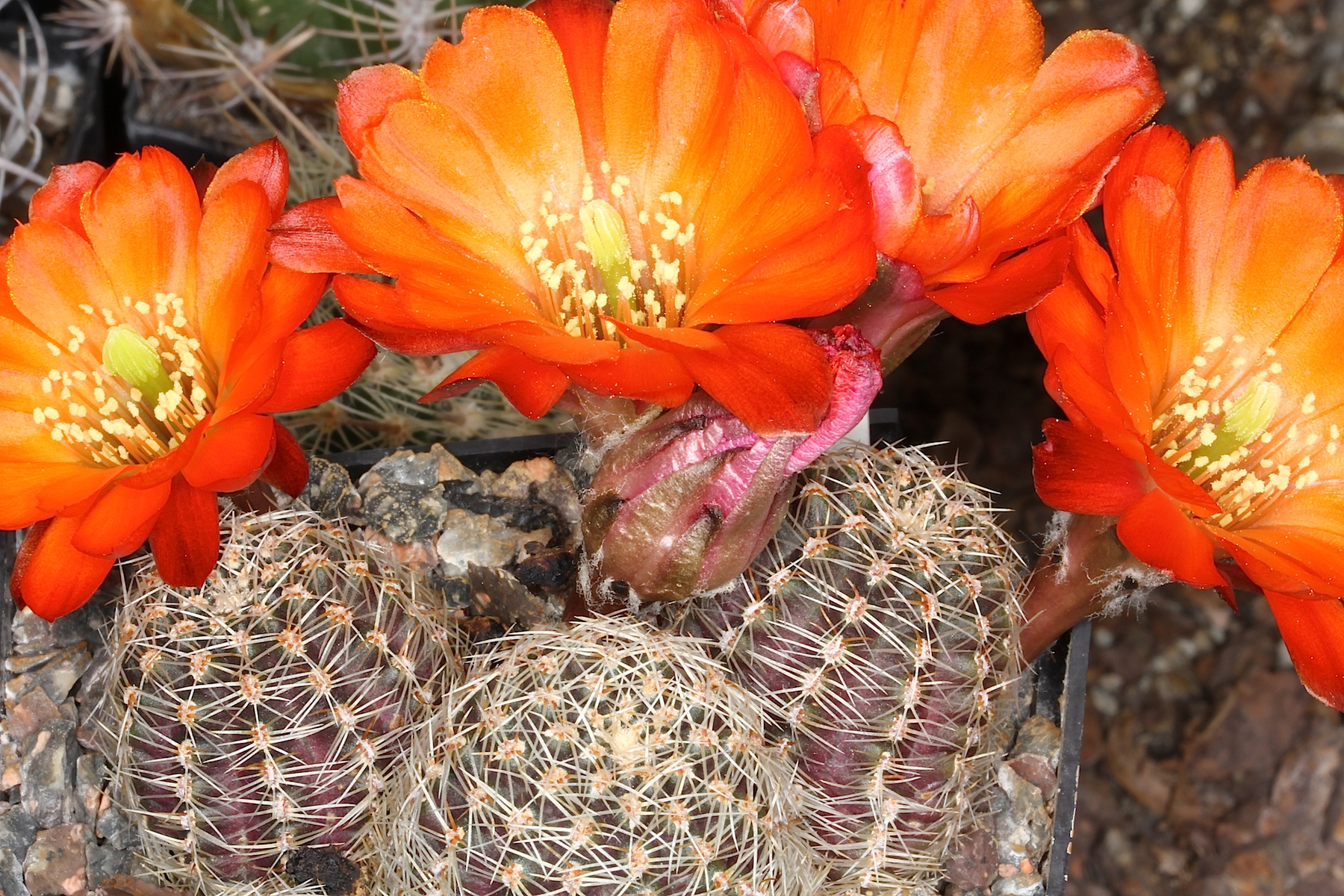
Plantas en floración
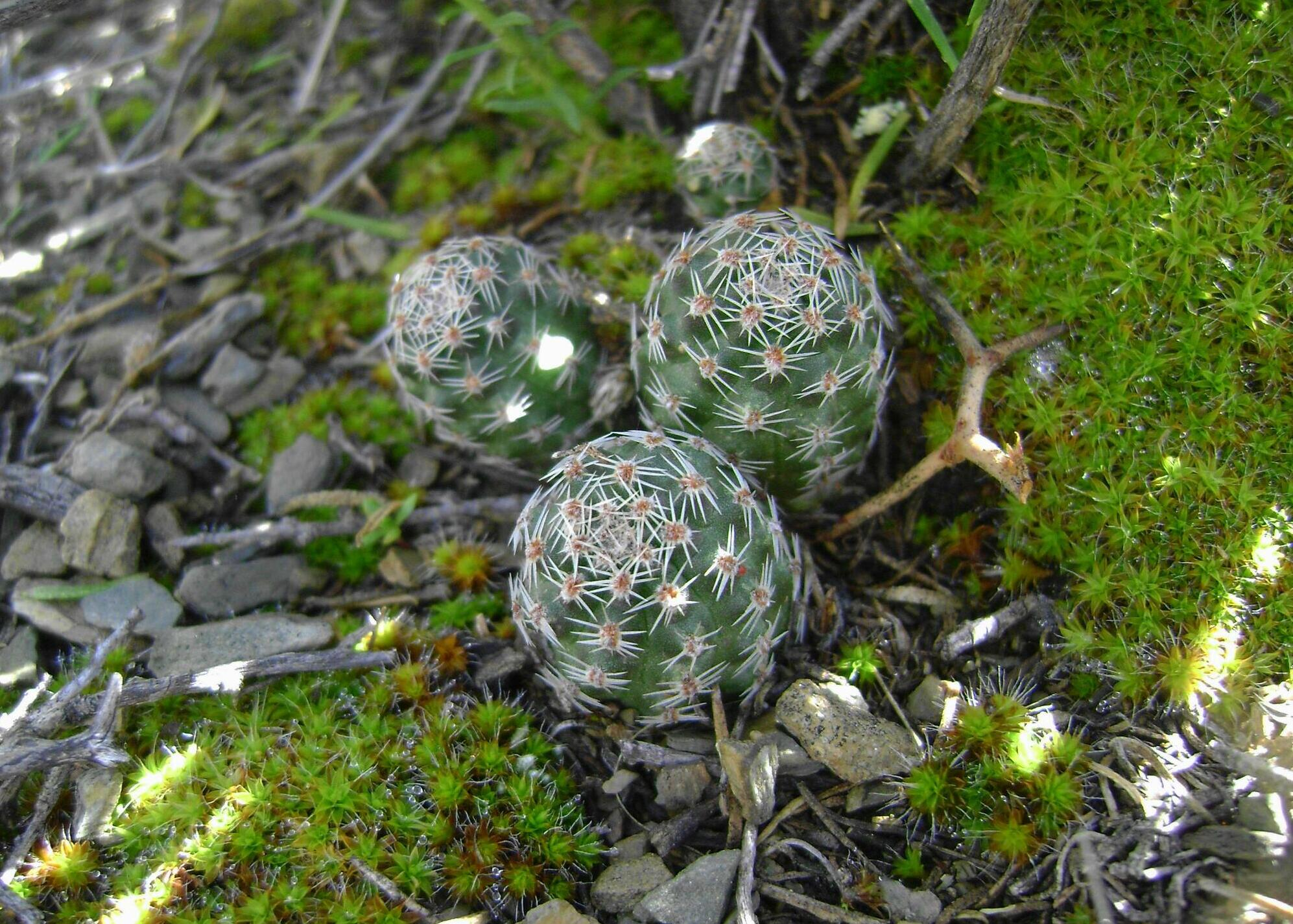
Porte de la planta